# Seattle Kraken
Seattle Kraken är en amerikansk ishockeyorganisation vars lag är baserat i Seattle i Washington och har varit medlemsorganisation i National Hockey League (NHL) sedan den 30 april 2021, de kom dock till spel från och med säsongen 2021–2022. Lagets hemmaarena är Climate Pledge Arena och invigdes den 21 april 1962 som Washington State Pavilion men genomgick en nästintill totalrenovering mellan den 5 december 2018 och den 19 oktober 2021. Laget spelar i Pacific Division tillsammans med Anaheim Ducks, Calgary Flames, Edmonton Oilers, Los Angeles Kings, San Jose Sharks, Vancouver Canucks och Vegas Golden Knights.
De har ännu inte vunnit någon Stanley Cup.

## Historik
Seattle som stad har gamla anor med ishockey, bland annat vann laget Seattle Metropolitans Stanley Cup 1917 som första amerikanskt lag i en finalserie på tre matcher mot Montreal Canadians. Laget spelade även i WHA mellan 1944 och 1974 och staden har även tidigare försökt att komma med i NHL, till exempel 1975 och 1990 utan att ha lyckats främst då på ekonomiska skäl och mindre bra finansiella grunder. Den 7 december 2017 fick Seattles tilltänkta ägarkonstellation tillåtelse av NHL och dess kommissarie Gary Bettman att börja reservera säsongsbiljetter för att få klarhet hur publikunderlaget i Seattle såg ut. Varje expansionslag måste få minst 10 000 säsongsbiljetter reserverade för att NHL ska inleda en expansionsprocess, Seattle lyckades att reservera de 10 000 säsongsbiljetterna på bara tolv minuter. I oktober 2018 meddelade de att reservationerna hade ökat till 32 000. Den 4 december meddelade NHL att man hade godkänt och sagt ja till att Seattle skulle få en medlemsorganisation i NHL, med start från säsongen 2021–2022. Ägarkonstellationen skulle betala 650 miljoner dollar för att ansluta sig till ligan. Den 18 juli blev det offentligt att ishockeyorganisationen hade anställt Ron Francis som sin första general manager. Den 23 juli 2020 meddelade ishockeyorganisationen att de skulle heta Seattle Kraken, namnet är taget ifrån det stora fiktiva skandinaviska havsmonstret Kraken. Monstret beskrivs som en mycket stor bläckfisk som låg på botten i Nordsjön och befann sig utanför Norges kust där den (oftast vid dåligt väder och stormar) åt upp hela fiskebåtar med sjömän som aldrig kom tillbaka hem. Seattle Kraken blev officiellt en medlemsorganisation i NHL den 30 april 2021.

### Stanley Cup-spel

#### 2020-talet
- 2022 – Missade slutspel.
- 2025 – Missade slutspel.

## Arena
|  | Arenans namn         | Kapacitet | Stad                     | Byggkostnad (2017 års pengavärde) | Inflyttad | Utflyttad | Riven |
|  | -------------------- | --------- | ------------------------ | --------------------------------- | --------- | --------- | ----- |
|  | Climate Pledge Arena | 17 400    | Seattle, Washington, USA | $7 miljoner ($58 miljoner)        | 2021      |           |       |

## Nuvarande spelartrupp

### Spelartruppen 2025/2026
Senast uppdaterat: 12 augusti 2025

Alla spelare som har kontrakt med Seattle Kraken och har spelat för dem under aktuell säsong listas i spelartruppen. Spelarnas löner är i amerikanska dollar och är vad de skulle få ut om de vore i NHL-truppen under hela grundserien (oktober–april). Löner i kursiv stil är ej bekräftade.
| Målvakter                                                                                     | Målvakter | Målvakter             | Målvakter        | Målvakter  | Målvakter | Målvakter | Målvakter      | Målvakter                  | Målvakter | Målvakter |
| Nr                                                                                            |           | Namn                  | Namn             | Lön 25/26  |           | Kontrakt  | Kom till laget | Kom ifrån                  |           |           |
| --------------------------------------------------------------------------------------------- | --------- | --------------------- | ---------------- | ---------- | --------- | --------- | -------------- | -------------------------- | --------- | --------- |
| 1                                                                                             | Finland   | Kim Saarinen          | Kim Saarinen     | $872 500   | [ 20 ]    | 2028      | 2024           | HPK                        |           |           |
| 1                                                                                             | Sverige   | Victor Östman         | Victor Östman    | $870 000   | [ 21 ]    | 2026      | 2025           | Coachella Valley Firebirds |           |           |
| 31                                                                                            | Tyskland  | Philipp Grubauer      | Philipp Grubauer | $5 600 000 | [ 22 ]    | 2027      | 2021           | Colorado Avalanche         |           |           |
| 35                                                                                            | USA       | Joey Daccord          | Joey Daccord     | $5 000 000 | [ 23 ]    | 2030      | 2022           | Coachella Valley Firebirds |           |           |
| 39                                                                                            | Finland   | Nikke Kokko           | Nikke Kokko      | $950 000   | [ 24 ]    | 2027      | 2025           | Coachella Valley Firebirds |           |           |
| --                                                                                            | Kanada    | Matt Murray           | Matt Murray      | $1 000 000 | [ 25 ]    | 2026      | 2025           | Toronto Maple Leafs        |           |           |
| Backar                                                                                        |           |                       |                  |            |           |           |                |                            |           |           |
| Nr                                                                                            |           | Namn                  | Namn             | Lön 25/26  |           | Kontrakt  | Kom till laget | Kom ifrån                  |           |           |
| 6                                                                                             | Sverige   | Adam Larsson − A      | Adam Larsson − A | $6 000 000 | [ 26 ]    | 2029      | 2021           | Edmonton Oilers            |           |           |
| 24                                                                                            | Kanada    | Jamie Oleksiak        | Jamie Oleksiak   | $3 750 000 | [ 27 ]    | 2026      | 2021           | Dallas Stars               |           |           |
| 27                                                                                            | Kanada    | Cale Fleury           | Cale Fleury      | $925 000   | [ 28 ]    | 2027      | 2024           | Coachella Valley Firebirds |           |           |
| 28                                                                                            | Kanada    | Josh Mahura           | Josh Mahura      | $900 000   | [ 29 ]    | 2027      | 2024           | Florida Panthers           |           |           |
| 29                                                                                            | Kanada    | Vince Dunn            | Vince Dunn       | $7 000 000 | [ 30 ]    | 2027      | 2021           | St. Louis Blues            |           |           |
| 41                                                                                            | Kanada    | Ryker Evans           | Ryker Evans      | $2 100 000 | [ 31 ]    | 2027      | 2023           | Coachella Valley Firebirds |           |           |
| 46                                                                                            | Finland   | Ville Ottavainen      | Ville Ottavainen | $867 500   | [ 32 ]    | 2026      | 2025           | Coachella Valley Firebirds |           |           |
| 48                                                                                            | Kanada    | Caden Price           | Caden Price      | $865 000   | [ 33 ]    | 2028      | 2024           | Kelowna Rockets            |           |           |
| 62                                                                                            | Kanada    | Brandon Montour       | Brandon Montour  | $7 000 000 | [ 34 ]    | 2031      | 2024           | Florida Panthers           |           |           |
| 79                                                                                            | Kanada    | Ty Nelson             | Ty Nelson        | $867 500   | [ 35 ]    | 2027      | 2023           | North Bay Battalion        |           |           |
| 92                                                                                            | Kanada    | Lukas Dragicevic      | Lukas Dragicevic | $870 000   | [ 36 ]    | 2028      | 2024           | Tri-City Americans         |           |           |
| --                                                                                            | Kanada    | Kaden Hammell         | Kaden Hammell    | $870 000   | [ 37 ]    | 2028      | 2025           | Everett Silvertips         |           |           |
| --                                                                                            | Kanada    | Tyson Jugnauth        | Tyson Jugnauth   | $950 000   | [ 38 ]    | 2028      | 2025           | Portland Winterhawks       |           |           |
| --                                                                                            | USA       | Ryan Lindgren         | Ryan Lindgren    | $5 500 000 | [ 39 ]    | 2029      | 2025           | Colorado Avalanche         |           |           |
| Forwards                                                                                      |           |                       |                  |            |           |           |                |                            |           |           |
| Nr                                                                                            |           | Namn                  | Pos              | Lön 25/26  |           | Kontrakt  | Kom till laget | Kom ifrån                  |           |           |
| 7                                                                                             | Kanada    | Jordan Eberle − C     | HF               | $4 750 000 | [ 40 ]    | 2026      | 2021           | New York Islanders         |           |           |
| 9                                                                                             | Kanada    | Chandler Stephenson   | C/VF             | $6 250 000 | [ 41 ]    | 2031      | 2024           | Vegas Golden Knights       |           |           |
| 10                                                                                            | USA       | Matty Beniers − A     | C                | $7 150 000 | [ 42 ]    | 2031      | 2022           | Michigan Wolverines        |           |           |
| 12                                                                                            | Kanada    | Tye Kartye            | VF               | $1 250 000 | [ 43 ]    | 2027      | 2023           | Coachella Valley Firebirds |           |           |
| 15                                                                                            | USA       | John Hayden           | C/HF             | $775 000   | [ 44 ]    | 2027      | 2024           | Coachella Valley Firebirds |           |           |
| 17                                                                                            | Kanada    | Jaden Schwartz − A    | VF               | $4 500 000 | [ 45 ]    | 2026      | 2021           | St. Louis Blues            |           |           |
| 19                                                                                            | Kanada    | Jared McCann          | VF/C             | $4 250 000 | [ 46 ]    | 2027      | 2021           | Toronto Maple Leafs        |           |           |
| 20                                                                                            | Finland   | Eeli Tolvanen         | VF/HF            | $3 475 000 | [ 47 ]    | 2026      | 2022           | Nashville Predators        |           |           |
| 24                                                                                            | Finland   | Kaapo Kakko           | HF               | $4 525 000 | [ 48 ]    | 2028      | 2024           | New York Rangers           |           |           |
| 26                                                                                            | Kanada    | Ryan Winterton        | C                | $775 000   | [ 49 ]    | 2026      | 2024           | Coachella Valley Firebirds |           |           |
| 38                                                                                            | Finland   | Jani Nyman            | HF               | $950 000   | [ 50 ]    | 2027      | 2025           | Coachella Valley Firebirds |           |           |
| 51                                                                                            | Kanada    | Shane Wright          | C                | $855 000   | [ 51 ]    | 2027      | 2023           | Coachella Valley Firebirds |           |           |
| 57                                                                                            | Kanada    | Jagger Firkus         | HF               | $950 000   | [ 52 ]    | 2027      | 2023           | Moose Jaw Warriors         |           |           |
| 59                                                                                            | USA       | Ben Meyers            | VF/C             | $775 000   | [ 53 ]    | 2026      | 2024           | Coachella Valley Firebirds |           |           |
| 62                                                                                            | Kanada    | Tucker Robertson      | C                | $870 000   | [ 54 ]    | 2026      | 2023           | Peterborough Petes         |           |           |
| 63                                                                                            | Kanada    | Jacob Melanson        | HF               | $775 000   | [ 55 ]    | 2026      | 2025           | Coachella Valley Firebirds |           |           |
| 67                                                                                            | Kanada    | Mitchell Stephens     | C                | $775 000   | [ 56 ]    | 2026      | 2024           | Coachella Valley Firebirds |           |           |
| 71                                                                                            | USA       | Max McCormick         | VF               | $775 000   | [ 57 ]    | 2026      | 2023           | Coachella Valley Firebirds |           |           |
| 74                                                                                            | Kanada    | Carson Rehkopf        | VF               | $870 000   | [ 58 ]    | 2028      | 2024           | Kitchener Rangers          |           |           |
| 78                                                                                            | Danmark   | Oscar Fisker Mølgaard | C                | $870 000   | [ 59 ]    | 2028      | 2024           | HV71                       |           |           |
| 82                                                                                            | Tjeckien  | Eduard Šalé           | VF/C             | $950 000   | [ 60 ]    | 2028      | 2023           | HC Kometa Brno             |           |           |
| 88                                                                                            | Kanada    | David Goyette         | C                | $950 000   | [ 61 ]    | 2027      | 2023           | Sudbury Wolves             |           |           |
| 96                                                                                            | Kanada    | Logan Morrison        | C                | $870 000   | [ 62 ]    | 2026      | 2024           | Coachella Valley Firebirds |           |           |
| --                                                                                            | Kanada    | Berkly Catton         | C                | $975 000   | [ 63 ]    | 2028      | 2024           | Spokane Chiefs             |           |           |
| --                                                                                            | Kanada    | Frédérick Gaudreau    | C/VF             | $1 770 000 | [ 64 ]    | 2028      | 2025           | Minnesota Wild             |           |           |
| --                                                                                            | Belarus   | Andrej Losjko         | HF               | $870 000   | [ 65 ]    | 2028      | 2025           | Niagara Icedogs            |           |           |
| --                                                                                            | Kanada    | Mason Marchment       | VF/HF            | $3 600 000 | [ 66 ]    | 2026      | 2025           | Dallas Stars               |           |           |
| --                                                                                            | Kanada    | Jake O'Brien          | C                | $975 000   | [ 67 ]    | 2028      | 2025           | Brantford Bulldogs         |           |           |
| --                                                                                            | USA       | Lleyton Roed          | VF               | $870 000   | [ 68 ]    | 2026      | 2024           | Bemidji State Beavers      |           |           |
| --                                                                                            | Kanada    | Nathan Villeneuve     | C                | $872 500   | [ 69 ]    | 2028      | 2025           | Sudbury Wolves             |           |           |
| Positioner: C – HF – VF – YF \| C = Lagkapten; A = Assisterande lagkapten \| = Långtidsskadad |           |                       |                  |            |           |           |                |                            |           |           |

#### Spelargalleri

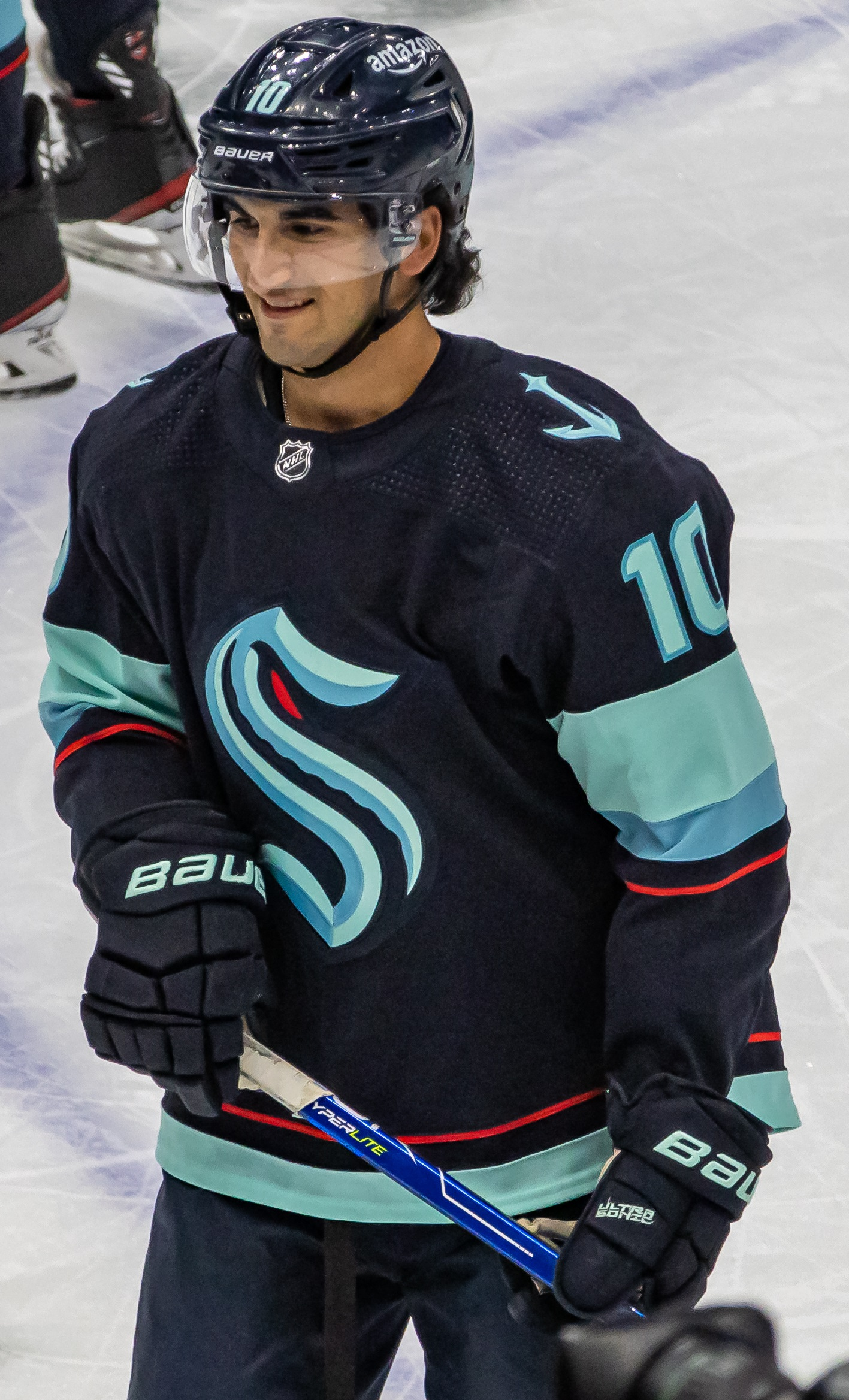
Matty Beniers
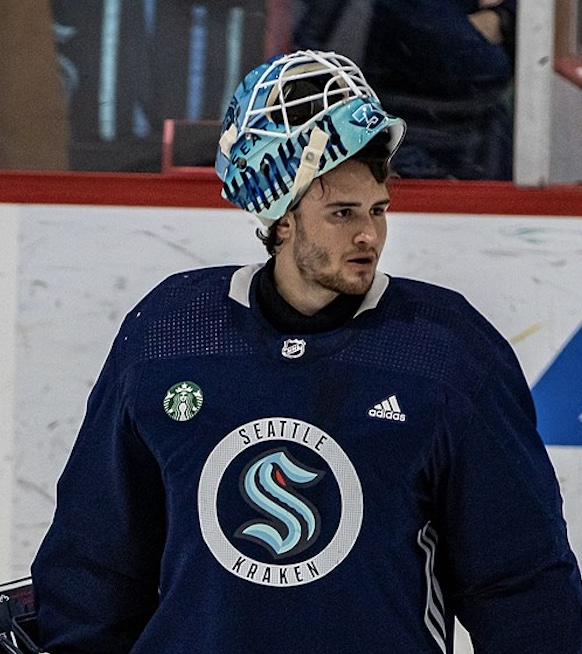
Joey Daccord
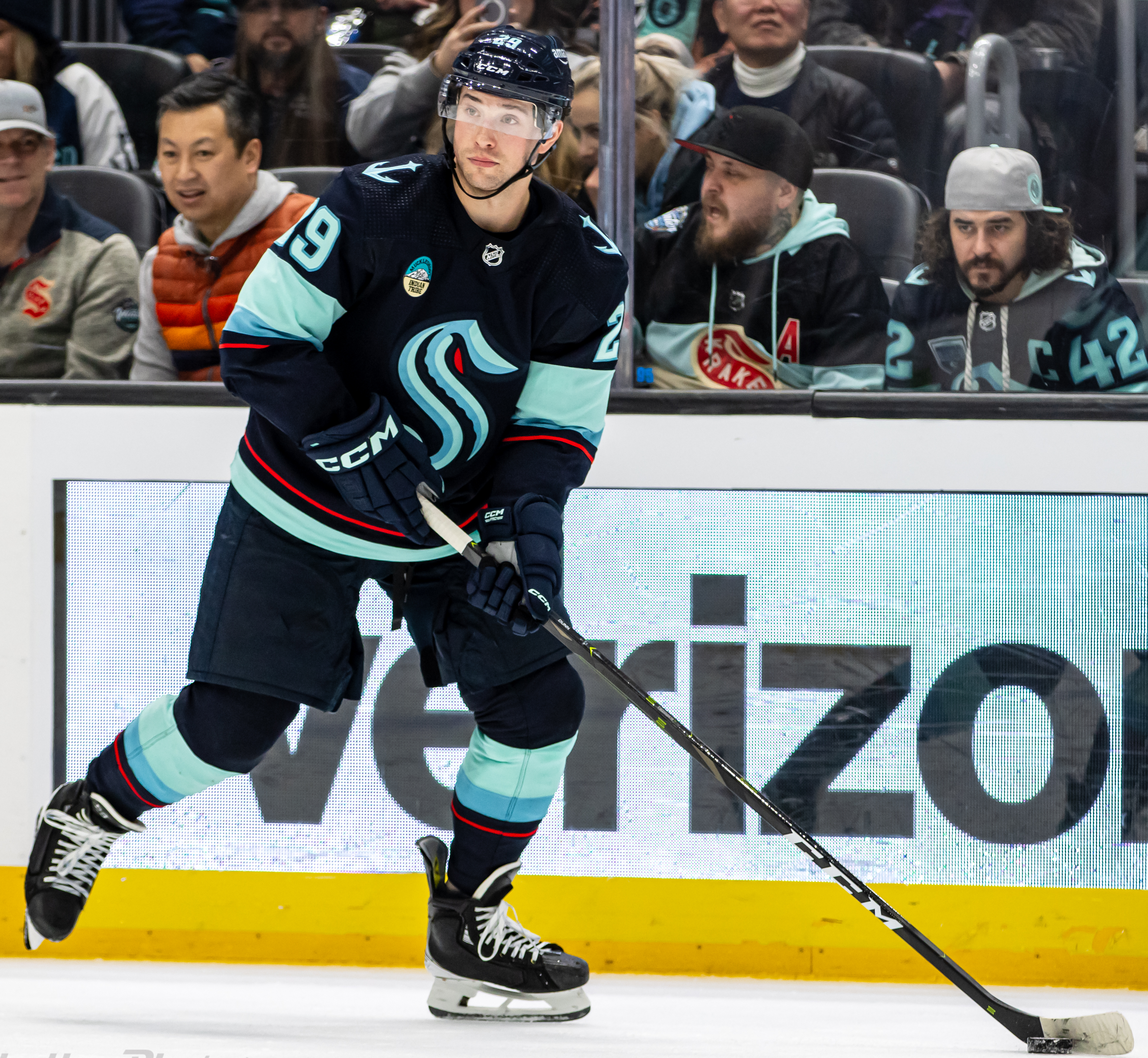
Vince Dunn
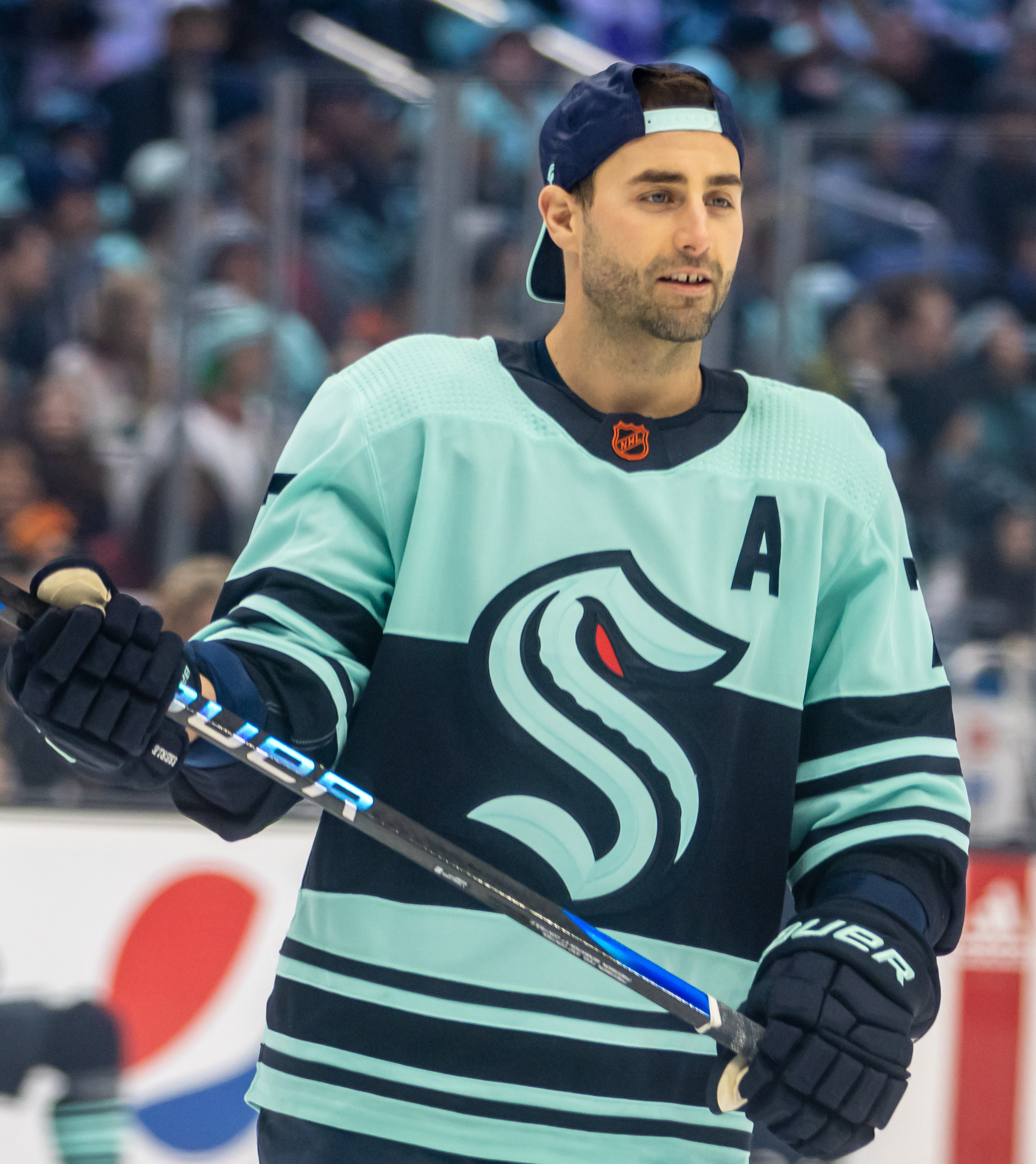
Jordan Eberle
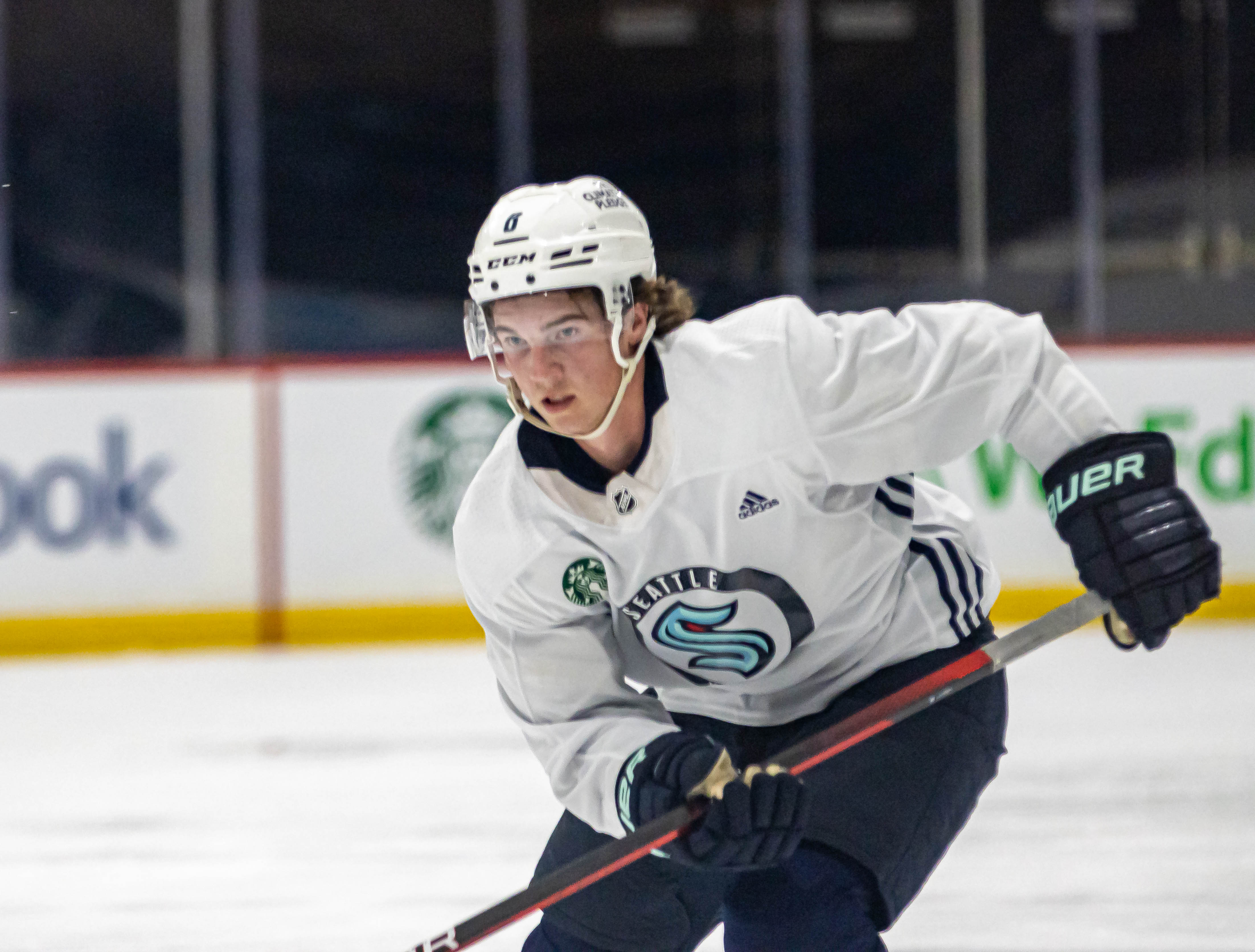
Cale Fleury
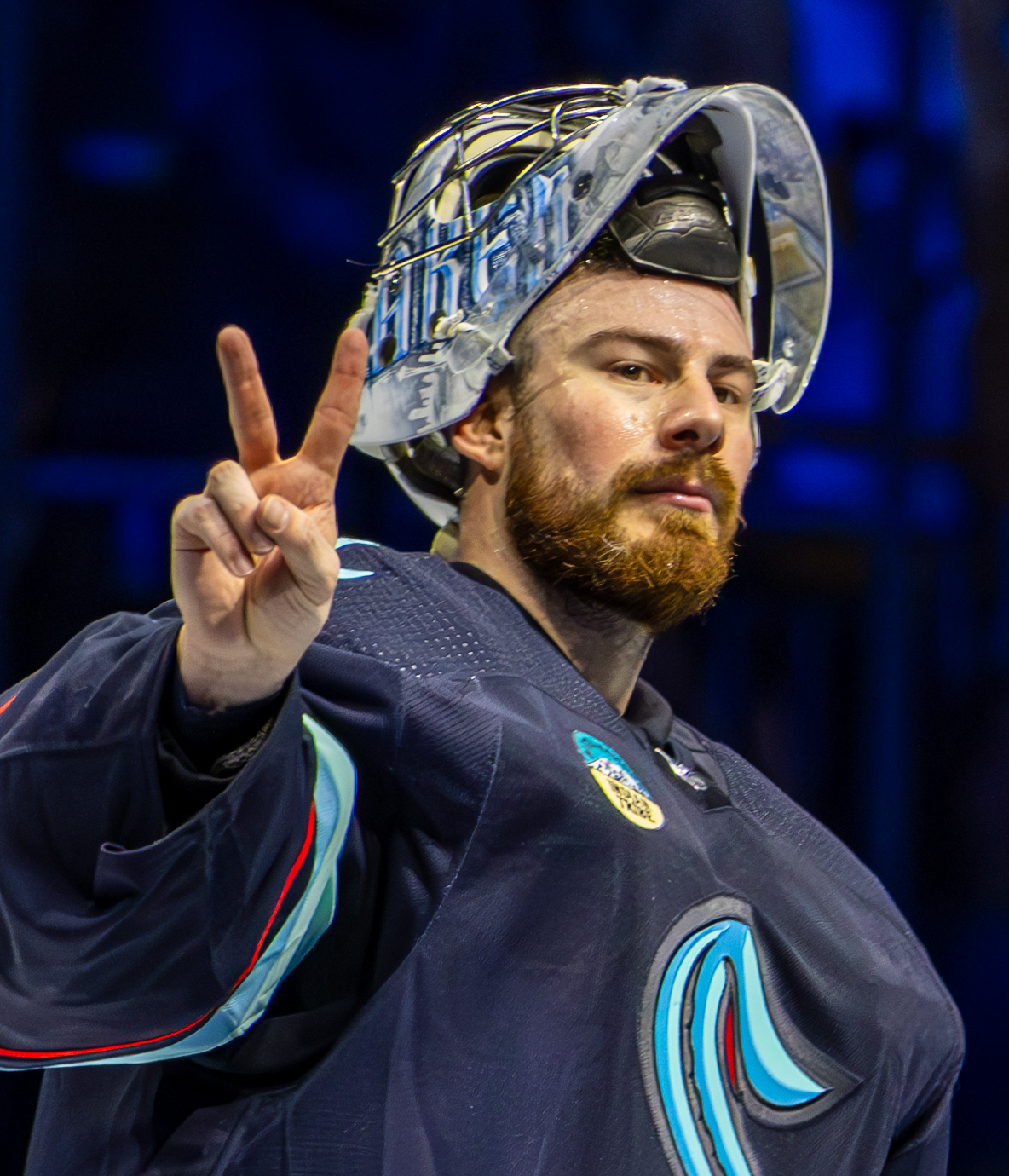
Philipp Grubauer
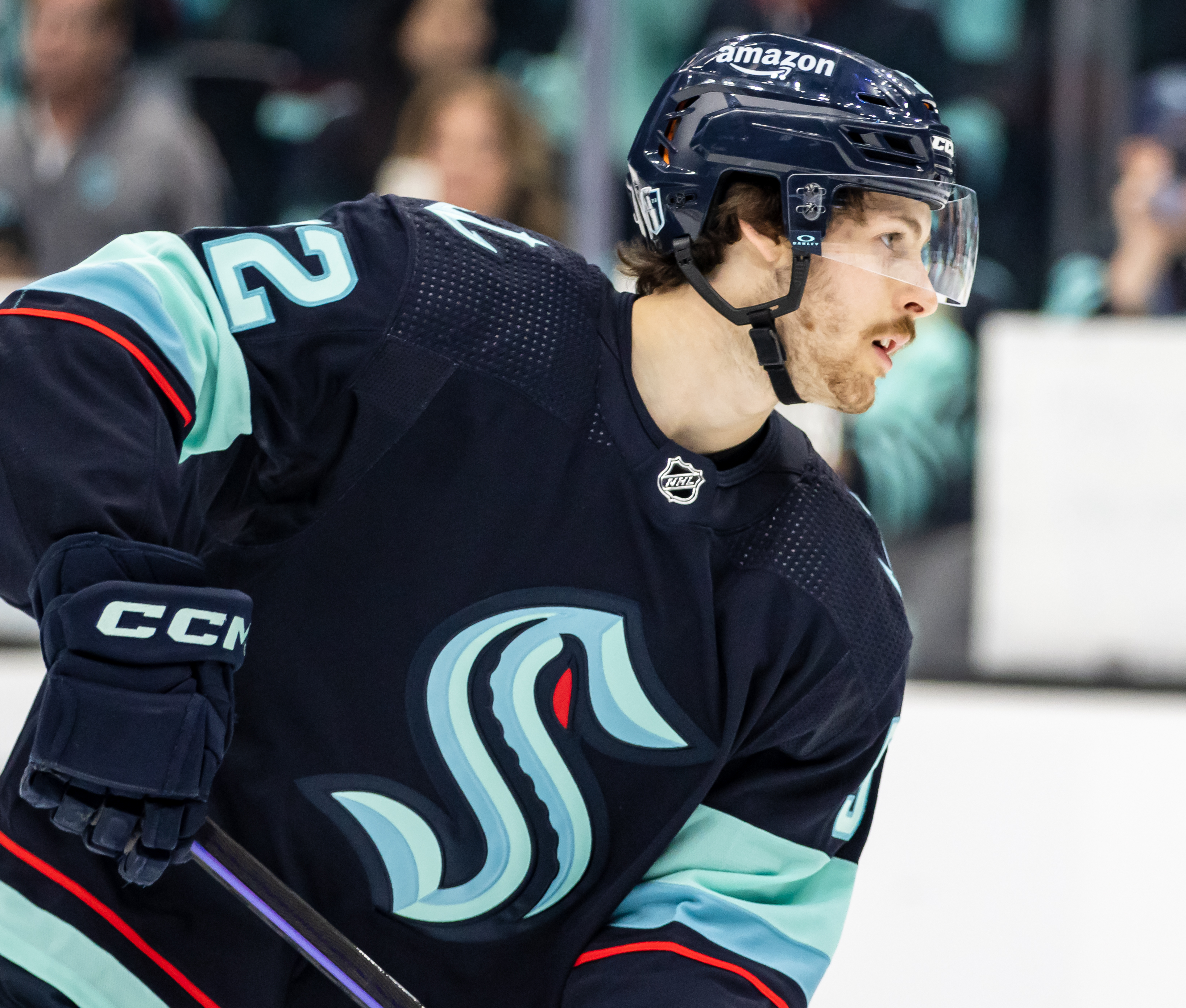
Tye Kartye
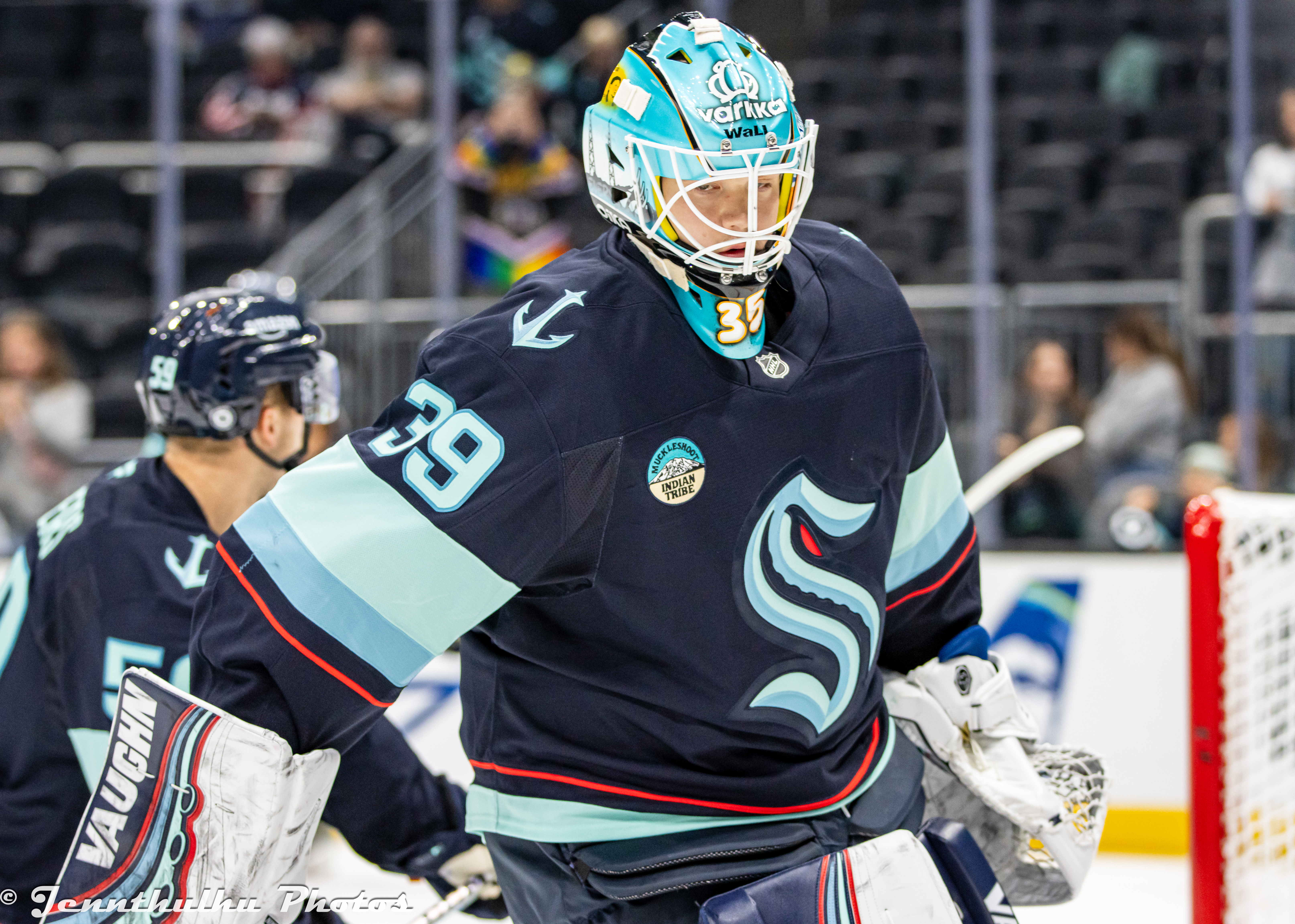
Nikke Kokko
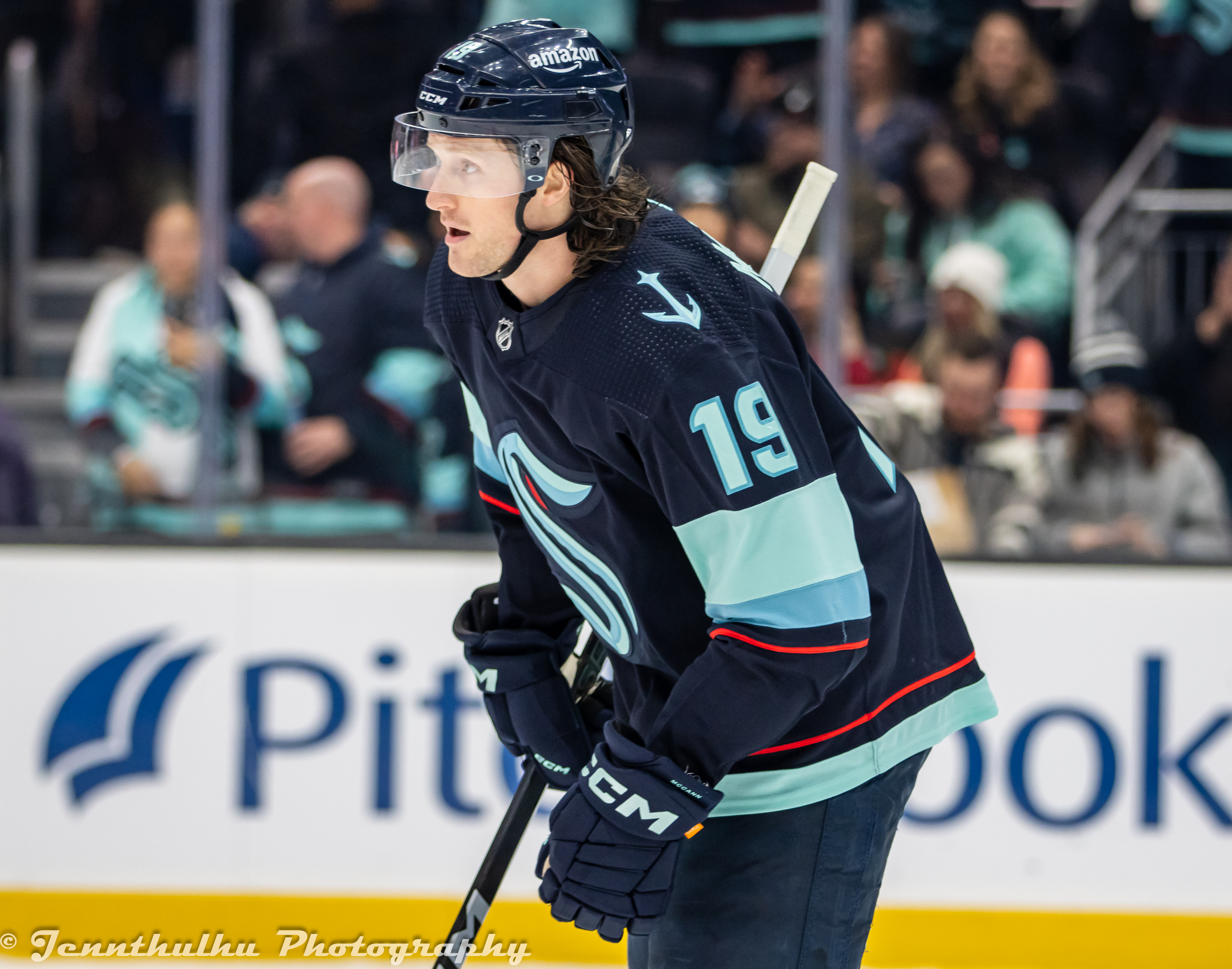
Jared McCann
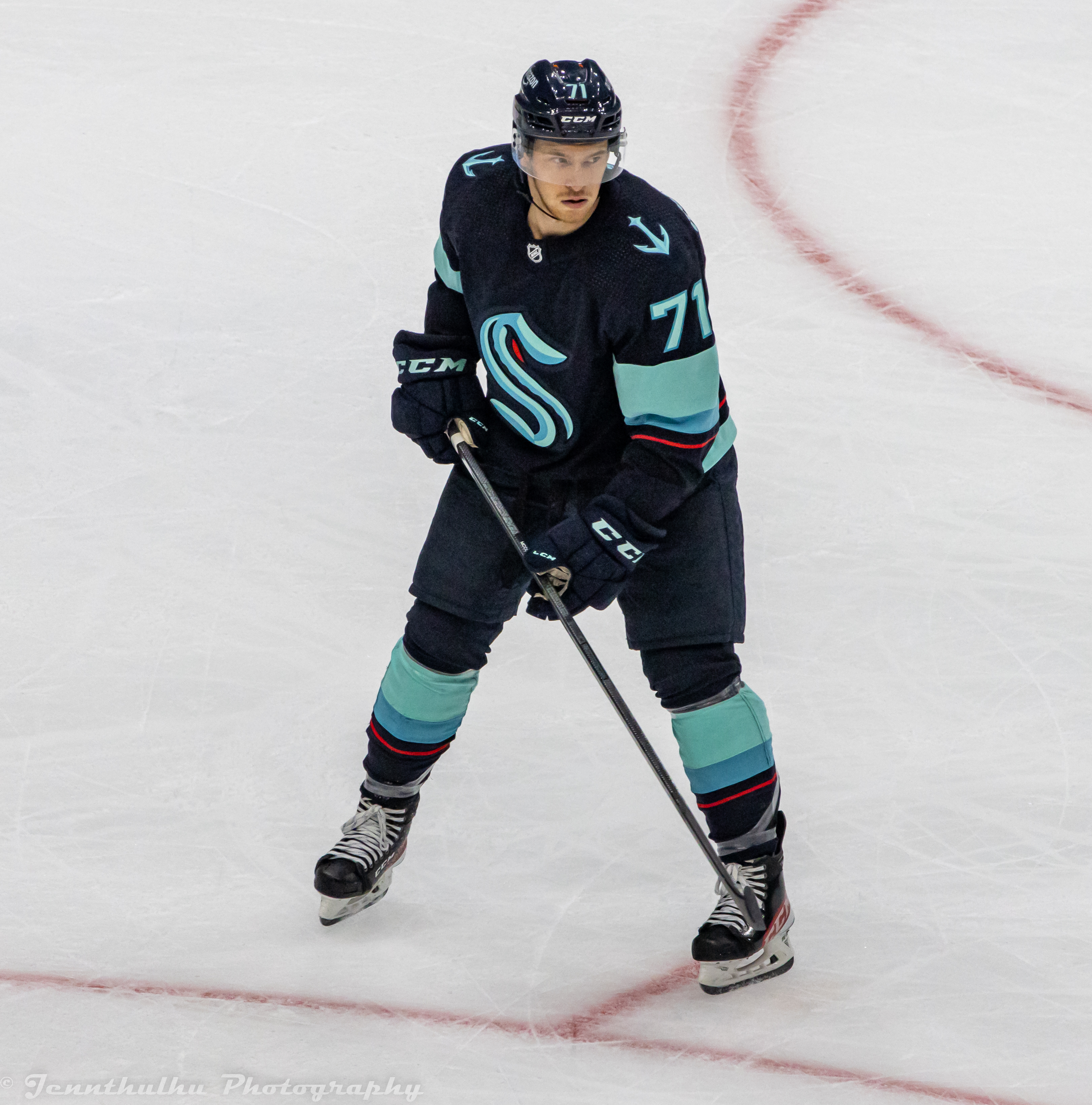
Max McCormick
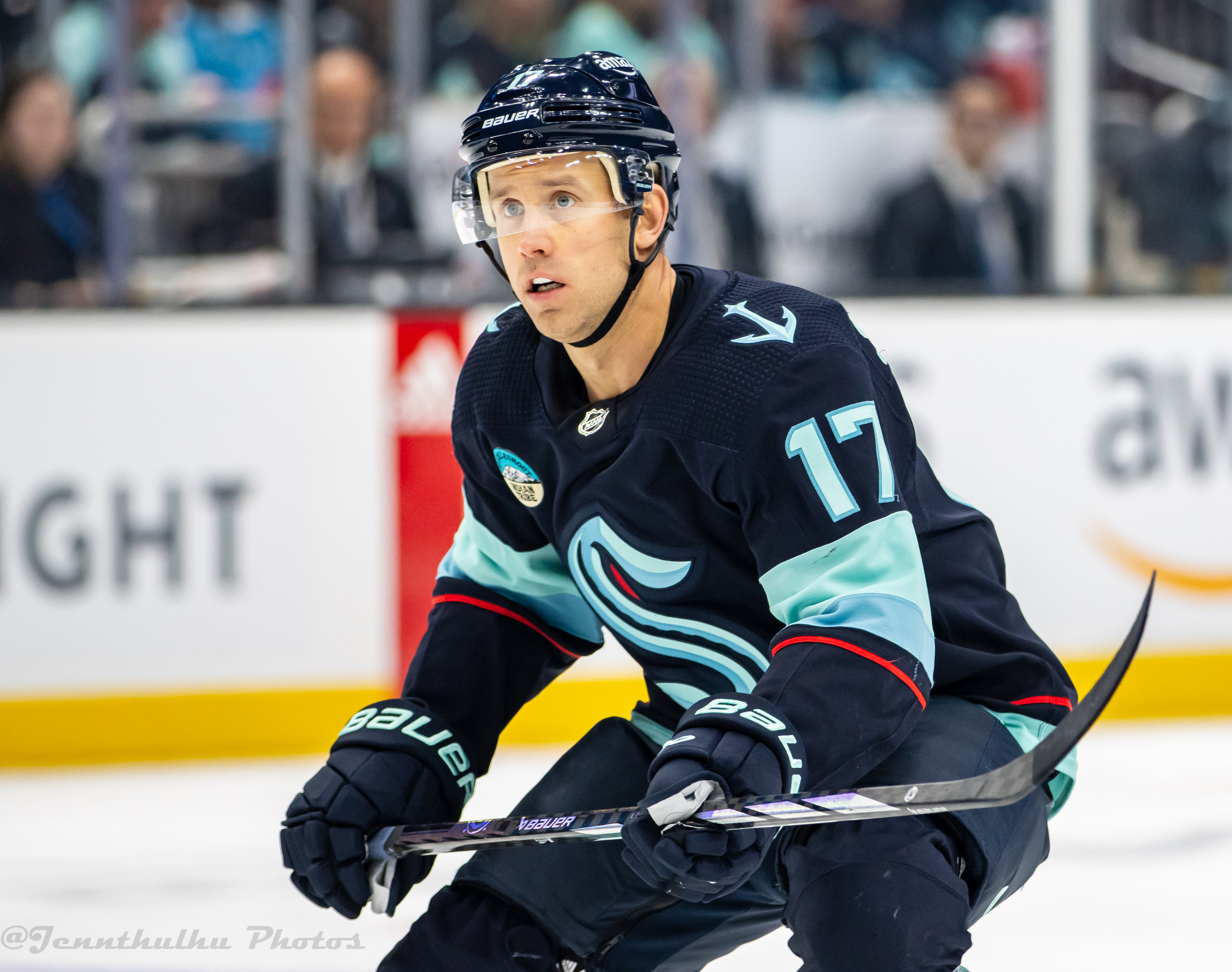
Jaden Schwartz
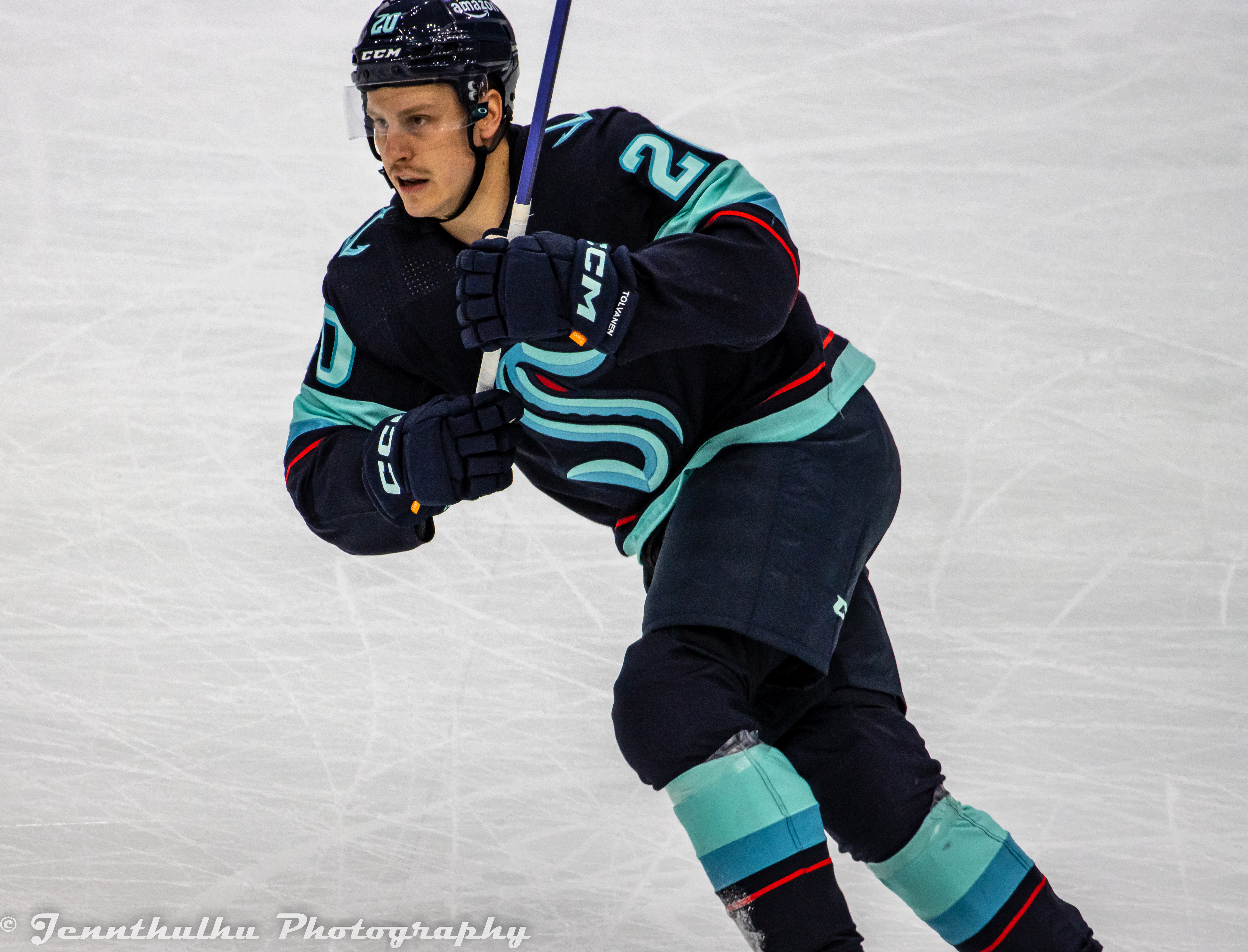
Eeli Tolvanen
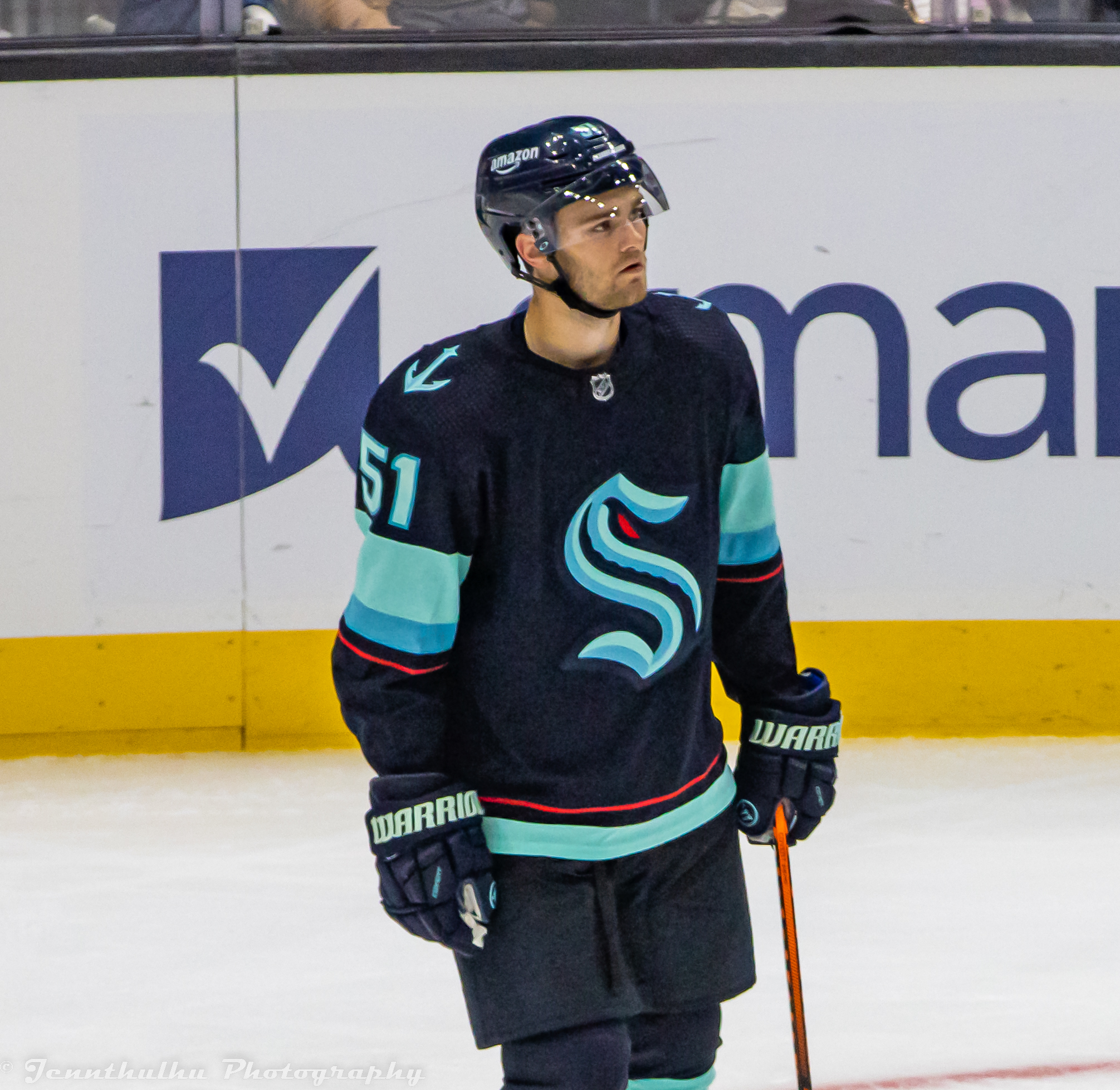
Shane Wright

## Organisationen
Huvudkontoret

Seattle Hockey Partners LLC

16 W Harrison St

Seattle, WA 98119-4121 USA

Hemmaarenan

Climate Pledge Arena

305 Harrison St

Seattle, WA 98109

### Ledningen
Uppdaterat: 12 december 2024.
| Yrkestitel      | Namn |
| --------------- | --- |
| Ägare           | Seattle Hockey Partners (Chris Ackerley, Ted Ackerley, David Bondermans dödsbo, Jerry Bruckheimer, Jay Deutsch, Adrian Hanauer, Andy Jassy, Tim Leiweke, David Wright och Jeff Wright) |
| Ordförande      | Samantha Holloway |
| Vice ordförande | David Wright |
| President & VD  | Tod Leiweke |

### Lagledningen
Källa: 

Uppdaterat: 23 april 2025
| Yrkestitel                         | Namn                |
| ---------------------------------- | ------------------- |
| President för ishockeyverksamheten | Ron Francis         |
| General manager                    | Jason Botterill     |
| Assisterande general manager       | Alexandra Mandrycky |
|                                    | Ricky Olczyk        |
| Chef för spelarpersonalen          | Norm Maciver        |
| Tränare                            | Lane Lambert        |
| Assisterande tränare               | Jessica Campbell    |
|                                    | Dave Lowry          |
|                                    | Bob Woods           |
| Målvaktstränare                    | Steve Briere        |
| Videotränare                       | Brady Morgan        |
|                                    | Tim Ohashi          |
| Chef för spelarutveckling          | Jeff Tambellini     |
| Spelarutvecklingstränare           | Cory Murphy         |
|                                    | Frans Nielsen       |
|                                    | Justin Rai          |

## Utmärkelser

### Pensionerade nummer
Kraken har inte pensionerat något nummer för att hedra någon spelare, dock har de pensionerat nummer 32 i hyllningen till sina supportrar. Även nummer 99 är pensionerat av själva ligan.  
- #32 i en hyllning till deras supportrar.
- #99 Wayne Gretzky, (NHL)

### Hall of Fame

#### Spelare
| Inga spelare har blivit invalda i Hockey Hall of Fame. |

#### Ledare
| Inga ledare har blivit invalda i Hockey Hall of Fame. |

### Troféer
| Inga lagtroféer har delats ut till Seattle Kraken. Inga individuella troféer har delats ut till någon spelare i Seattle Kraken. |

## General manager
Källa: 
| - Ron Francis, 2019–2025 | - Jason Botterill, 2025– |

## Tränare
Källa: 
| - Dave Hakstol, 2021–2024 - Dan Bylsma, 2024–2025 | - Lane Lambert, 2025– |

## Lagkaptener
Källa: 
| - Mark Giordano, 2021–2022 | - Jordan Eberle, 2024– |

## Statistik

### Poängledare
Källa:  Uppdaterat: 2022-06-16
Topp tio för mest poäng i Krakens historia.

Pos = Position; SM = Spelade matcher; M = Mål; A = Assists; P = Poäng; P/M = Poäng per match * = Fortfarande aktiv i laget ** = Fortfarande aktiv i NHL

#### Grundserie
| Spelare             | Pos | SM | M  | A  | P  | P/M  |
| Jared McCann*       | V   | 74 | 27 | 23 | 50 | 0,68 |
| Yanni Gourde*       | C   | 74 | 21 | 27 | 48 | 0,65 |
| Jordan Eberle*      | HF  | 79 | 21 | 23 | 44 | 0,56 |
| Alexander Wennberg* | C   | 80 | 11 | 26 | 35 | 0,48 |
| Vince Dunn*         | B   | 73 | 7  | 28 | 35 | 0,48 |
| Ryan Donato*        | C   | 74 | 16 | 15 | 31 | 0,42 |
| Calle Järnkrok**    | C   | 49 | 12 | 14 | 26 | 0,53 |
| Adam Larsson*       | B   | 82 | 8  | 17 | 25 | 0,30 |
| Jaden Schwartz*     | C   | 37 | 8  | 15 | 23 | 0,62 |
| Marcus Johansson**  | VF  | 51 | 6  | 17 | 23 | 0,45 |

#### Slutspel
Seattle Kraken har ännu inte spelat i slutspel.

### Svenska spelare
¹ = Grundserie | ² = Slutspel

#### Utespelare
Källa:  Uppdaterat: 2024-09-15
| Utespelare         | Utespelare | Utespelare | Utespelare | Utespelare | Utespelare | Utespelare | Utespelare | Utespelare | Utespelare | Utespelare | Utespelare | Utespelare | Utespelare | Utespelare | Utespelare | Utespelare |
| Spelare            | Pos        | Nr         | K/A        | Från       | Till       | Matcher¹   | Mål¹       | Assists¹   | Poäng¹     | Utv¹       | Matcher²   | Mål²       | Assists¹   | Poäng²     | Utv²       | SC         |
| ------------------ | ---------- | ---------- | ---------- | ---------- | ---------- | ---------- | ---------- | ---------- | ---------- | ---------- | ---------- | ---------- | ---------- | ---------- | ---------- | ---------- |
| Calle Järnkrok     | C          | 19         |            | 2021       | 2022       | 49         | 12         | 14         | 26         | 2          | 0          | 0          | 0          | 0          | 0          | 0          |
| Adam Larsson       | B          | 6          | A          | 2021       |            | 327        | 27         | 77         | 104        | 188        | 14         | 2          | 2          | 4          | 0          | 0          |
| Marcus Johansson   | VF         | 90         |            | 2021       | 2022       | 51         | 6          | 17         | 23         | 4          | 0          | 0          | 0          | 0          | 0          | 0          |
| Alexander Wennberg | C          | 21         |            | 2021       | 2024       | 222        | 33         | 67         | 100        | 62         | 14         | 2          | 5          | 7          | 0          | 0          |
| Victor Rask        | C          | 49         |            | 2022       | 2022       | 18         | 4          | 4          | 8          | 0          | 0          | 0          | 0          | 0          | 0          | 0          |
| André Burakovsky   | VF         | 95         |            | 2022       | 2025       | 177        | 30         | 62         | 92         | 40         | 0          | 0          | 0          | 0          | 0          | 0          |
| Gustav Olofsson    | B          | 23         |            | 2022       |            | 4          | 0          | 0          | 0          | 0          | 0          | 0          | 0          | 0          | 0          | 0          |
| Jesper Frödén      | HF         | 38         |            | 2022       | 2023       | 14         | 0          | 4          | 4          | 6          | 1          | 0          | 0          | 0          | 0          | 0          |

K/A = Om spelare har varit lagkapten och/eller assisterande lagkapten | Utv = Utvisningsminuter | SC = Vunna Stanley Cup-titlar

## Första draftval
Källa: 
| År   | Spelare       | Pos. | NHL-lag | NHL-karriär |                       |
| ---- | ------------- | ---- | ------- | ----------- | --------------------- |
| 2021 | Matty Beniers | C    | Kraken  | 2022–       | Vald som nummer två.  |
| 2022 | Shane Wright  | C    | Kraken  | 2022–       | Vald som nummer fyra. |